# Kaplai János
A serkei előnévvel említett Kaplai János a Rátót nemzetségből származott (apja, Rátót Dezső 1283–1307 között gömöri és borsodi főispán volt). Egyes történészek szerint az ő öccse volt Demeter esztergomi érsek, ezt a nézetet azonban idővel megcáfolták.

## Pályafutása
Születésének és halálának időpontjára csak következtetni tudunk abból, hogy a történeti forrásokban 1350–1403 között szerepel. Udvari lovagként 1365-ben szabadispánságot kapott Nagy Lajos magyar királytól. A király 1378-ban barsi ispánná és egyúttal Léva várnagyává nevezte ki, majd három ízben (1379–1380, 1382–1383 és 1386-ban) volt Lajos, illetve utóda, Mária királynő uralkodása alatt halicsi vajda. E meglehetősen rövid ciklusok között volt 1385. március–októberében horvát–dalmát bán.
Nagy Lajos halála (1382) után az özvegy Erzsébet anyakirálynő hívéül szegődött, és két hónapra (Kis Károly megkoronázásáig) az országbíró tisztére emelkedett. Mártia második uralkodása alatt, 1387-ben lett diósgyőri várnagy és a királyválasztó liga tagja. Zsigmond megkoronázása után 1388–1390-ben szörényi bán volt.
Zsigmond neki adományozta (valamikor 1392 előtt) a Trencsén vármegyei Beszterce és (1387-ben) a Bihar vármegyei Sólyomkő várát (és uradalmát), de ezeket 1397-ben a temesvári végzésekre hivatkozva visszavette tőle.

## Utódai
Fia, Kaplai Loránd lett a Loránffy család őse.